# Zosterophyllum
Zosterophyllum is een geslacht van uitgestorven vasculaire landplanten uit het Siluur/Devoon met naakte vertakte assen, waarop meestal niervormige sporangia in laterale posities waren gerangschikt. Het is het type geslacht voor de groep die bekend staat als Zosterophylla, waarvan wordt gedacht dat het deel uitmaakte van het geslacht waaruit moderne lycophytes zijn geëvolueerd. Meer dan twintig soorten zijn beschreven.

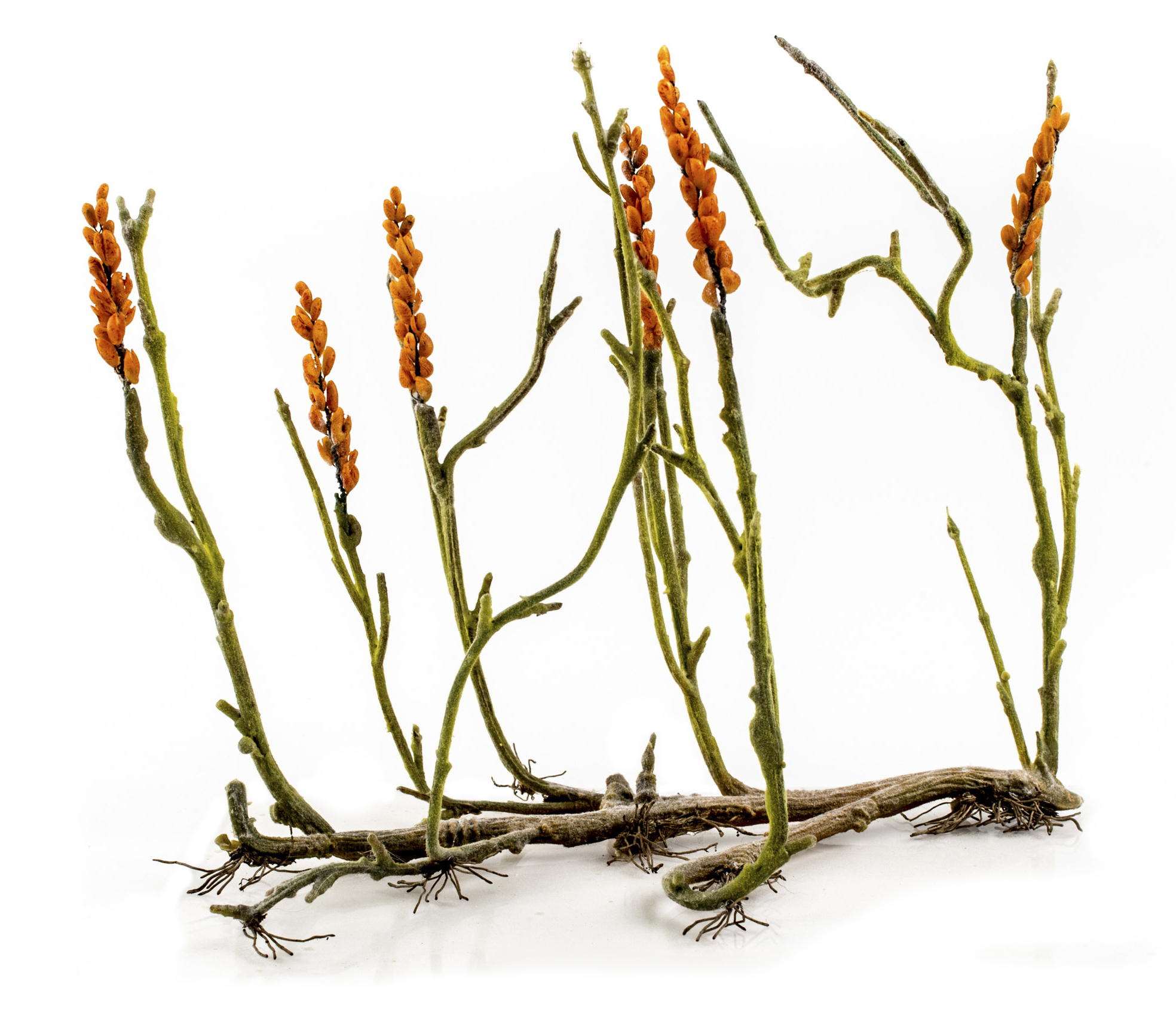

## Kenmerken
De diagnostische kenmerken van het geslacht zijn sinds de eerste beschrijving in 1892 veranderd, omdat de oorspronkelijke soort (Zosterophyllum myretonianum) beter bekend is geworden en andere soorten zijn ontdekt. Zosterophyllum is een vaatplant. De assen (stengels) zijn naakt en er ontbreken bladeren of uitgroei. Wanneer vertakking optreedt, zijn de takken isotoom (even groot) of pseudomonopodiaal (de ene tak is groter dan de andere, maar houdt toch duidelijk een verdeling van de oorspronkelijke as in, eerder dan een duidelijke zijgroei). De sporangia staan rechtop op korte stelen. Van voren bezien zijn ze afgeplat, meestal niervormig (reniform). Ze openen (in een proces van dehiscentie) langs de bovenkant en vormen twee kleppen van gelijke grootte. Sporangia zijn gegroepeerd in een compacte aar, waarin ze ofwel spiraalvormig zijn gerangschikt of afzonderlijke rijen vormen (bijv. Z. llanoveranum). Z. myretonianum zou semiaquatisch zijn geweest.

## Taxonomie
Het geslacht Zosterophyllum werd opgericht in 1892 door David P. Penhallow voor met als typesoort Zosterophyllum myretonianum, gebaseerd op fossielen, gevonden in de Myreton-steengroeve in de buurt van Dundee in Schotland, in de rotsen van het Devoon (van ongeveer 419 tot 393 miljoen jaar geleden). Soorten met radiaal symmetrische stekels van sporangia zijn geplaatst in het subgenus Zosterophyllum, die met bilateraal symmetrische stekels in het subgenus Platyzosterophyllum. Hao en Xue gebruikten in 2013 de afwezigheid van terminale sporangia om sommige soorten als Z. llanoveranum in de parafyletische orde Gosslingiales te plaatsen, een groep zosterofylen waarvan wordt aangenomen dat ze een onbepaalde groei hebben, met vruchtbare takken die over het algemeen een circulerende vernatie vertonen (aanvankelijk opgerold). Andere soorten als Z. myretonianum werden niet in de orde geplaatst, omdat ze geen terminale sporangia hadden.

## Soorten
- †Z. australianum Lang & Cookson (1931)
- †Z. bifurcatum Li & Cai – fragmentary
- †Z. deciduum Gerrienne
- †Z. divaricatum
- †Z. dushanense
- †Z. fertile Leclercq (1942)
- †Z. llanoveranum Croft & Lang (1942)

- †Z. longhuashanense – fragmentary
- †Z. longum (Høeg) Høeg (1967)
- †Z. minifertillum Hao & Xue (2013)
- †Z. minor Ananiev (1960)
- †Z. minorstachyum
- †Z. minutum
- †Z. myretonianum Penh.

- †Z. ovatum Edwards & Li (2018)
- †Z. qujingense
- †Z. ramosum Hao & Wang (2000)
- †Z. rhenanum Kräusel & Weyland (1935)
- †Z. shengfengense
- †Z. sichuanense – correct geslacht?
- †Z. sinense

- †Z. spathulatum – fragmentarisch
- †Z. spectabile
- †Z. tenerum Hao & Xue (2013)
- †Z. xishanense
- †Z. yunnanicum Hsü (1966)

Sommige soorten zijn verplaatst naar andere geslachten:
- Z. artesianum naar Danziella artesiana
- Z. contiguum naar Demersatheca contigua
- Z. subverticillatum naar Adoketophyton subverticillatum